# مایکل آندرسون پریرا دا سیلوا
مایکل آندرسون پریرا دا سیلوا (به پرتغالی: Michael Anderson Pereira da Silva) هافبک اهل برزیل است که در شهر سائو کتانو دو سول و در تاریخ ۱۶ فوریهٔ ۱۹۸۳ به دنیا آمده‌است.
مایکل آندرسون پریرا دا سیلوا در تیم‌های فوتبال کروزیرو سابقهٔ حضور دارد.